# اونهم (باركشير)
اونهم (بالإنجليزية: Ownham)‏ هي قرية تقع في المملكة المتحدة في جنوب شرق إنجلترا.